# Laconia (Schiff, 1911)
Die Laconia (I) war ein 1912 in Dienst gestelltes Passagierschiff der britischen Reederei Cunard Line, das als Royal Mail Ship für den Transport von Passagieren, Post und Fracht zwischen Großbritannien und den Vereinigten Staaten eingesetzt wurde. Am 25. Februar 1917 wurde die Laconia vor der irischen Küste vom deutschen U-Boot U 50 versenkt. Unter den zwölf Todesopfern befanden sich zwei US-amerikanische Staatsbürger. Die Versenkung der Laconia war einer der Faktoren, die zum Eintritt der Vereinigten Staaten in den Ersten Weltkrieg knapp zwei Monate später beitrugen.

## Das Schiff
Die Laconia und ihr baugleiches Schwesterschiff, die Franconia (I), wurden von der Cunard Line in Auftrag gegeben, um ihre älteren Schiffe Ivernia (1900) und Saxonia (1900) auf der Route Liverpool–Boston zu ersetzen. Außerdem sollten sie als Ersatz für die beiden Flaggschiffe der Reederei, die Mauretania und Lusitania, eingesetzt werden, falls diese im Falle eines Kriegsausbruchs zum Kriegsdienst eingezogen würden. Am 25. Juli 1910 wurden die beiden Schiffe auf der Werft Swan Hunter & Wigham Richardson im nordenglischen Wallsend (North Tyneside) auf Kiel gelegt.

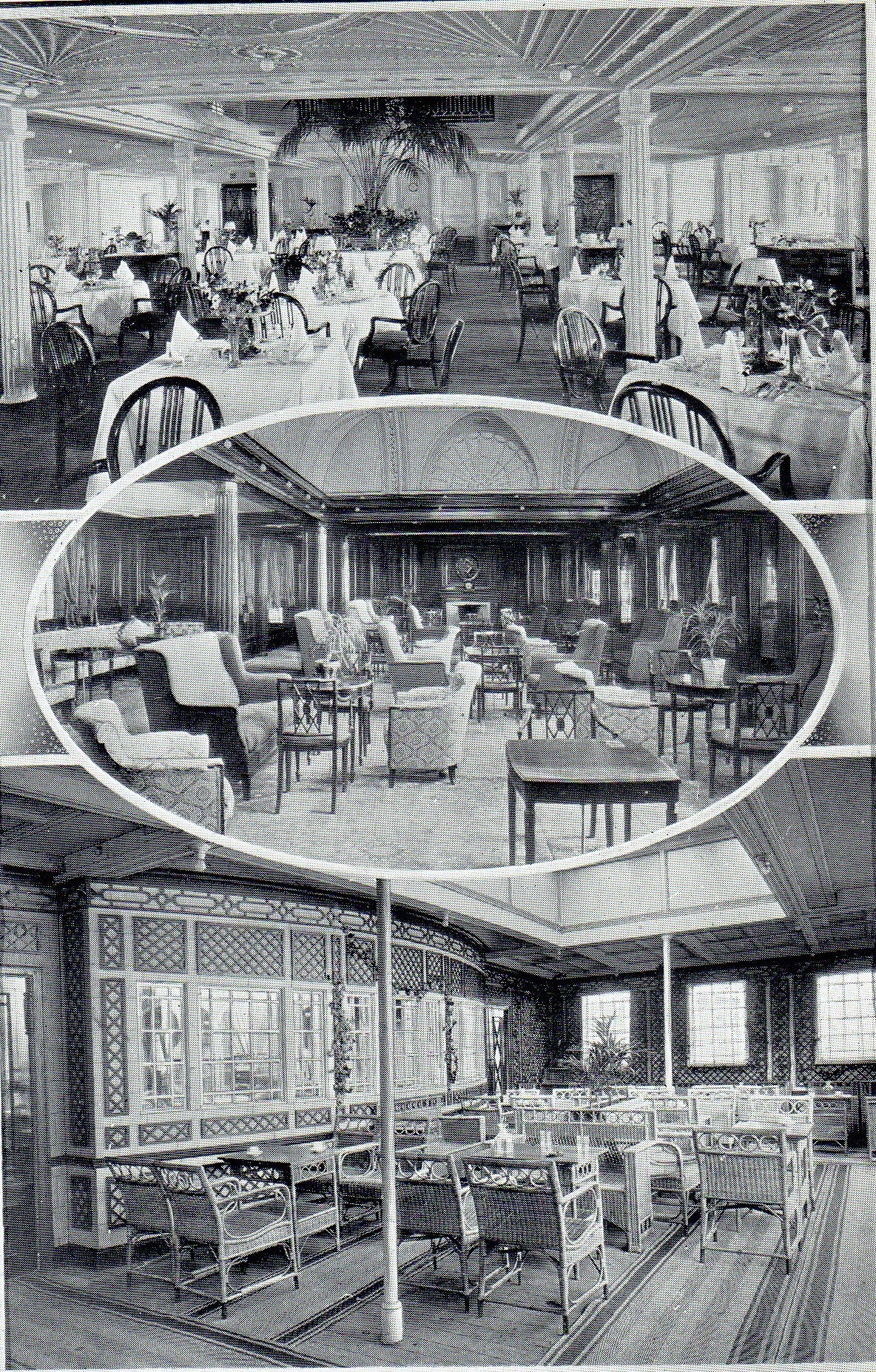
Die Ausstattung der Laconia in einer Cunard-Broschüre (1913)

Benannt wurde die Laconia nach der Region Lakonien im Süden Griechenlands. Sie war ein Passagierschiff des Typs Lloyds 100 A1 (laut Lloyd’s Register of Shipping) und war mit 16 Rettungsbooten (Kapazität: 972 Personen) ausgestattet. Ihre Testfahrt fand am 8. Dezember 1911 statt und am 12. Dezember 1911 wurde sie der Reederei Cunard übergeben. Am 20. Januar 1912 legte sie in Liverpool zu ihrer Jungfernfahrt nach Boston und New York ab. Direkt im Anschluss, am 3. Februar 1912, machte sie ihre erste Fahrt zwischen Liverpool, Neapel und Fiume. Von da an war sie im regelmäßigen Transatlantikverkehr zwischen New York und verschiedenen Mittelmeerhäfen eingesetzt.
Bei Ausbruch des Ersten Weltkrieges 1914 wurde die Laconia von der Royal Navy eingezogen und zu einem bewaffneten Hilfskreuzer umgerüstet. Sie wurde nach Simon’s Town in Südafrika verlegt, von wo aus sie bis April 1915 Patrouillenfahrten durch den Südatlantik und den Indischen Ozean unternahm. An der Einschließung und Vernichtung der Königsberg im Delta des Rufiji im Juni 1915 war sie beteiligt. Anschließend diente das ehemalige Passagierschiff als Hauptquartier für mehrere Operationen, die sich auf Landeroberungen in Südafrika bezogen. Im Juli 1916 wurde die Laconia wieder der Reederei Cunard übergeben und nahm am 9. September 1916 ihren üblichen Passagierverkehr auf. Von nun an befuhr sie die Route Liverpool–New York.

## Versenkung

### Abfahrt in New York City
Die Laconia legte am Sonntag, dem 17. Februar 1917 unter dem Kommando von Kapitän William Robert Duncan Irvine, RNR, (1868–1933) von New York City zu einer Atlantiküberquerung mit Ziel Liverpool ab. Das Schiff sollte planmäßig am Dienstag, dem 26. Februar, in Liverpool einlaufen. Sie hatte 216 Besatzungsmitglieder und 75 Passagiere an Bord, davon 33 in der Ersten und 42 in der Zweiten Klasse.
Unter den Passagieren, die zum größten Teil britische Staatsangehörige waren, befanden sich auch sechs amerikanische Staatsbürger: Floyd Gibbons, Journalist für die Zeitung Chicago Tribune, Mary E. Hoy, ihre Tochter Elizabeth Hoy (alle drei aus Chicago), Mrs. Frank E. Harris aus Du Pont (Delaware), Arthur T. Kirby aus Bainbridge (New York) und der Geistliche Rev. Joseph Waring aus New York City. Zu den Passagieren zählten weiterhin die französisch-polnische Schauspielerin Mitsie Siklosi, die mit ihrem Manager Cedric Percy Ivatts reiste, der Londoner Anwalt Henry Chetham und Lucien J. Jerome, ein in Ecuador eingesetzter britischer Diplomat. Neben dem Kapitän gehörten zu den wichtigsten Besatzungsmitgliedern der Leitende Offizier A. W. Robertson, der Leitende Ingenieur George Bain, der Schiffsarzt Gerald L. Kennedy, der Zahlmeister Charles T. Spedding, der Hilfszahlmeister William P. Gerson und der Chefsteward William Ballyn. Die Stewardess Elizabeth Dewhurst hatte bereits 1915 die Versenkung der Lusitania überlebt.
Während der Überfahrt fanden insgesamt drei Rettungsübungen statt, bei denen den Passagieren der Gebrauch der Schwimmwesten erläutert wurde. Zudem wurde jedem an Bord mitgeteilt, bei welchem der zwölf Rettungsboote er sich im Notfall einzufinden hatte. Unter den Passagieren machten Wetten die Runde, wie hoch die Chancen einer Torpedierung stünden.

### Der U-Boot-Angriff
Acht Tage nach dem Auslaufen, am Abend des 25. Februar, befand sich das Schiff etwa elf Kilometer westlich von Fastnet Rock, nahe der südirischen Küste, als es von dem deutschen U-Boot U 50 (Kapitänleutnant Gerhard Berger) angegriffen wurde. In der Lounge der Ersten Klasse spielte das Bordorchester das Stück Poor Butterfly, und mehrere Paare tanzten dazu. Im Rauchsalon sprach man davon, wie gering die Chance sei, tatsächlich von den Deutschen angegriffen zu werden.
Um 22:30 Uhr war eine Detonation zu hören, und die Laconia neigte sich etwas zur Seite. U 50 hatte einen Torpedo abgefeuert, der an Steuerbord direkt hinter dem Maschinenraum einschlug. Da der Ozeandampfer nicht ernsthaft beschädigt schien, schoss das U-Boot etwa zwanzig Minuten später einen zweiten Torpedo in die Steuerbordseite des Schiffes, das danach schwere Schlagseite bekam und etwa vierzig Minuten nach dem ersten Einschlag mit dem Heck voran unterging. Von den 291 Menschen an Bord kamen zwölf ums Leben, sechs Besatzungsmitglieder und sechs Passagiere.
Die Evakuierungsaktion verlief geordnet. Das Bootsdeck war hell erleuchtet, und die Passagiere fanden sich trotz Schlagseite an ihren Bootsstationen ein. Der Funker sendete das SOS-Signal, und von der Kommandobrücke wurden Notraketen abgefeuert, um in der Nähe befindliche Schiffe auf sich aufmerksam zu machen. In manchen Rettungsbooten wurden Lieder wie I Want to Marry 'Arry und I Love to Be a Sailor angestimmt. Sechs Stunden nach dem Untergang wurden die unterkühlten Überlebenden von der Royal Navy-Sloop Laburnum aufgenommen und an Land gebracht. 279 Passagiere und Besatzungsmitglieder wurden in acht Rettungsbooten zum Teil verletzt geborgen. Unter den Überlebenden befand sich Floyd Gibbons, ein amerikanischer Reporter, der mit seinem lebhaften Bericht über die Versenkung des Passagierdampfers weltweit Aufmerksamkeit erregte.
Mit 18.099 BRT war die Laconia das größte Schiff, das von U 50 versenkt wurde.

### Die amerikanischen Todesopfer
Unter den zwölf Todesopfern der Laconia befanden sich zwei amerikanische Staatsbürgerinnen, Mary Hoy und ihre Tochter Elizabeth. Der Tod der beiden Frauen löste vor allen Dingen in den Vereinigten Staaten heftige Reaktionen aus und war Gegenstand zahlreicher Zeitungsartikel und Diskussionen.
Mary Elizabeth Hoy (geb. Young), 68 Jahre alt, wurde am 30. Juli 1858 in Gallena (Illinois) als Tochter von Alexander Young und Elizabeth Bates geboren. Sie war die Ehefrau von Albert Harris Hoy (1843–1917), einem pensionierten Mediziner, der im amerikanischen Bürgerkrieg als Chirurg auf der Seite der Konföderierten gedient hatte. Das Ehepaar hatte zwei Kinder, Austin Young Hoy (1881–1962) und Elizabeth Mary Hoy (* 13. März 1883). Die Hoys lebten jahrelang in Chicago, zogen aber um 1907 nach London, da sich Austin Hoy dort als Repräsentant des amerikanischen Maschinenherstellers Sullivan Machinery Company etabliert hatte.
Mary Hoy und ihre Tochter waren im November 1916 nach Chicago gereist, um Weihnachten und den Jahreswechsel im Kreis von Freunden und Verwandten zu verbringen. Albert Hoy und sein Sohn waren in London geblieben. Als die beiden Frauen im Februar 1917 zurück nach England reisen wollten, bat sie Austin Hoy fünfmal, erst zurückzukehren, wenn die U-Boot-Gefahr nicht mehr so groß war. Mary und Elizabeth Hoy zeigten sich unbeeindruckt von der Gefahr, torpediert zu werden, und buchten eine Passage Erster Klasse auf der Laconia.
Als das Schiff unterging, gelangten Mary und Elizabeth Hoy nach dem Anlegen ihrer Schwimmwesten in das Rettungsboot Nr. 8., das beim Abfieren abstürzte und leckschlug. Die Seite des Bootes war aufgerissen, es konnte sich nur noch aufgrund der blechernen Lufttanks über Wasser halten. Mehrere Bootsinsassen starben an den Folgen von Erschöpfung und Unterkühlung, und als eine größere Welle über das Boot schwappte, wurden die beiden Frauen über Bord gespült. Austin Hoy richtete in den folgenden Wochen Protestnoten und offene Briefe an US-Präsident Woodrow Wilson und fragte, wie Amerika auf den Zwischenfall reagieren werde. Albert Hoy starb wenige Monate später, im Juni 1917.

## Folgen
Während des Krieges waren wiederholt US-Amerikaner durch die Vernichtung britischer Handelsschiffe durch deutsche U-Boote ums Leben gekommen, beispielsweise auf der Falaba (28. März 1915), der Lusitania (7. Mai 1915), der Arabic (19. August 1915) oder der Persia (30. Dezember 1915) sowie auf der französischen Kanalfähre Sussex (24. März 1916). Viele dieser Schiffe wurden zwar für Kriegszwecke eingesetzt und stellten somit legitime militärische Ziele dar, allerdings betrachteten sich die USA zu diesem Zeitpunkt noch als ein neutraler Staat und nicht in den Krieg involviert. Mit jedem neuen Zwischenfall dieser Art mit amerikanischen Opfern stieg das antideutsche Klima in den Vereinigten Staaten, und die Öffentlichkeit erwartete einen baldigen Kriegseintritt der USA auf Seiten Englands und dessen Verbündeten.
Der erneute von Deutschen verursachte Tod US-amerikanischer Staatsbürger auf der Laconia trug letztlich mit dazu bei, dass die Vereinigten Staaten im April 1917 dem Kaiserreich den Krieg erklärte.